# جایزه بزرگ آلمان ۱۹۶۴
جایزه بزرگ آلمان ۱۹۶۴ (انگلیسی: ‎1964 German Grand Prix‎) یک مسابقهٔ موتوری در رشتهٔ اتومبیل‌رانی فرمول یک بود که در تاریخ ۲ اوت ۱۹۶۴ در نوربورگ‌رینگ واقع در نوربورگ، آلمان غربی برگزار شد. این گراند پری در میان ۱۰ گراند پری در فصل ۱۹۶۴، مسابقهٔ شمارهٔ ۶ بود.
در این مسابقه که در ۱۵ دور و به مسافت ۳۴۲٫۱۵۰ کیلومتر (۲۱۲٫۶۰۲ مایل) برگزار شد، پول پوزیشن توسط جان سرتیز کسب شد و سریع‌ترین زمان برای طی یک دور پیست که برابر با ۸:۳۹٫۰ بود نیز توسط جان سرتیز به ثبت رسید.
جان سرتیز از تیم فراری، گراهام هیل از تیم بی‌آرام و لورنزو باندینی از تیم فراری به‌ترتیب مقام‌های اول تا سوم مسابقه را کسب کردند.

## رده‌بندی قهرمانی پس از مسابقه
|       | جایگاه | راننده      | امتیاز |
| ----- | ------ | ----------- | ------ |
| ۱     | ۱      | گراهام هیل  | ۳۲     |
| ۱     | ۲      | جیم کلارک   | ۳۰     |
| ۴     | ۳      | جان سرتیز   | ۱۹     |
| ۱     | ۴      | ریچی گینتر  | ۱۱     |
| ۱     | ۵      | پیتر آروندل | ۱۱     |
| منبع: |        |             |        |

|       | جایگاه | سازنده        | امتیاز |
| ----- | ------ | ------------- | ------ |
|       | ۱      | لوتوس-کلیمکس  | ۳۴     |
|       | ۲      | بی‌آرام        | ۳۳     |
| ۱     | ۳      | فراری         | ۱۹     |
| ۱     | ۴      | برابام-کلیمکس | ۱۷     |
|       | ۵      | کوپر-کلیمکس   | ۱۰     |
| منبع: |        |               |        |

یادداشت
- تنها پنج جایگاه نخست از هر رده‌بندی نمایش داده شده‌است.